# عبد الله بن ناصر الوليعي
عبد الله بن ناصر الوليعي باحث جغرافي وكاتب ومترجم سعودي، ولد في الشماسية في منطقة القصيم عام 1954م (1373هـ). يعمل أستاذاً للجغرافيا في جامعة الملك سعود، ترجم وأصدر الكثير من المؤلفات في الجغرافيا والتاريخ من بينها ترجمته لكتاب (معجم البلدان والقبائل في شبة الجزيرة العربية والعراق وجنوبي الأردن وسيناء) في اثني عشر مجلداً. وهو حاصل على وسام الملك سلمان بن عبد العزيز من الدرجة الثالثة، وعلى جائزة الشيخ حمد للترجمة والتفاهم الدولي عام 2023م.

## التعليم
- حصل على الدكتوراه في بيئة المناطق الجافة من جامعة كاليفورنيا (ريفرسايد) عام 1985م.
- حصل على الماجستير في الجغرافيا الطبيعية من جامعة أوهايو في الولايات المتحدة الأمريكية عام 1981م.
- حصل على الليسانس في الجغرافيا من جامعة الإمام محمد بن سعود الإسلامية عام 1395هـ.[7]

## العمل
نائب رئيس اللجنة الوطنية الدائمة للأسماء الجغرافية في المملكة العربية السعودية.

## الإصدارات

### مؤلفات
- (الشماسية). صدر عن سلسلة «هذه بلادنا» عام 1410هـ.
- (المحميات الطبيعية في المملكة العربية السعودية).
- (جيولوجية وجيومور فولوجيهة المملكة العربية السعودية).[9]
- (المدخل إلى الجغرافيا الطبيعية والبشرية).[10]
- (اليابانيون الأمريكيون: دراسة في الجغرافيا الحضارية).
- (بحار الرمال في المملكة العربية السعودية).
- (الجغرافيا الحيوية للمملكة العربية السعودية).
- (جهود المملكة العربية السعودية في خدمة الأسماء الجغرافية).
- (الحركة الوهابية في عيون الرحالة الأجانب).[11]
- (مهرجان الملك عبد العزيز للإبل في صياهد الدهناء: المكان والتاريخ). صدر عن دارة الملك عبد العزيز.[12]
- (منطقة الرياض: دراسة تاريخية وجغرافية واجتماعية). [بالاشتراك مع آخرين] صدر عن وزارة الداخلية وإمارة منطقة الرياض عام 1999.[13]

#### ترجمات
- (معجم البلدان والقبائل في شبة الجزيرة العربية والعراق وجنوبي الأردن وسيناء) [12 مجلد]. صدر عن دارة الملك عبد العزيز عام 2014.[14]

## جوائز وتكريمات
- حاصل على وسام الملك سلمان بن عبد العزيز من الدرجة الثالثة عام 2019م.
- حاصل على جائزة الإبداع الجغرافي من اتحاد الجغرافيين العرب عام 2003م (1424هـ).
- حاصل على جائزة الأعلام والمفكرين الجغرافيين السعوديين من جامعة الملك سعود عام 2018م.
- كرم في ثلوثية المشوح عام 2019.[15]
- حاصل على جائزة الشيخ حمد للترجمة والتفاهم الدولي (جائزة الإنجاز في اللغة الإنجليزية) عام 2023م.[16]